# محمد حیدری

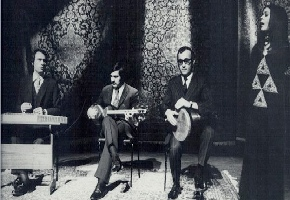
از چپ: محمد حیدری، هوشنگ ظریف، محمد اسماعیلی و پریسا، ۱۳۵۵

محمد حیدری (۲ دی ۱۳۱۶ – ۳ شهریور ۱۳۹۵) موسیقی‌دان، ردیف‌دان و آهنگساز موسیقی سنتی ایرانی و پاپ و نوازندهٔ سنتور ایرانی بود. از آثار ماندگار وی می‌توان به «قلبم گرفت»، «سوغاتی» و «بهار بهار» با صدای هایده، «میخونه بی شراب»، «چراغ» و «بیا بنویسیم» با صدای مهستی، «گذشته» و «دیوونتم» با صدای حمیرا، «صبحت بخیر عزیزم» و «مسافر» با صدای معین و «دل من» با صدای داریوش اشاره کرد.

## زندگی
حیدری در ۲ دی ۱۳۱۶ در تهران متولد شد. او از کودکی با موسیقی مواجهه داشت و از ۱۳ سالگی، مقدمات نوازندگی سنتور را از حسین صبا فرا گرفت. مدتی نیز از نزد عبدالله دوامی و محمد ایرانی مجرد تعلیم دید و سپس آموزش سنتور را نزد ابوالحسن صبا ادامه داد و چنان پیشرفت کرد که مسئولیت تدریس برخی از شاگردان صبا را عهده‌دار شد. از همین رو، صبا از وی شهریه بابت آموزش دریافت نمی‌کرد. از سال ۱۳۳۴ به مدت یک سال با ارکستر شماره یک هنرهای زیبا به سرپرستی ابوالحسن صبا همکاری داشت و از ۱۳۳۶ با گروه دیگری در ادارهٔ هنرهای زیبا به سرپرستی نصرت‌الله گلپایگانی وارد همکاری هنری شد و تا سال ۱۳۵۷ برنامه‌های متعددی در داخل و خارج کشور اجرا کرد.
در کتاب موسیقی‌دانان ایرانی نوشتهٔ پژمان اکبرزاده آمده است که حیدری از سال ۱۳۴۰ به تدریس در هنرستان موسیقی ملی و کلاس‌های شبانهٔ هنرستان اشتغال داشت. از شاگردان وی می‌توان اسماعیل واثقی را نام برد. حیدری سرپرستی «گروه نوازندگان» را نیز عهده‌دار بود و همراه با نوازندگان و خوانندگان مختلف، برنامه‌هایی را نیز در رادیو به اجرا درآورد.
حیدری پس از انقلاب ۱۳۵۷، ابتدا مدتی در ایتالیا اقامت داشت و در همان دوره ترانهٔ «بهار بهار» را با شعری از خودش ساخت که هایده آن را اجرا کرد. سپس به آمریکا مهاجرت کرد و فعالیت هنری خود را در زمینه‌های ساخت آهنگ، تنظیم و تدریس و نوازندگی سنتور در جنوب کالیفرنیا ادامه داد. از او بیش از ۲۰۰ اثر موسیقایی به جای مانده است.
محمد حیدری در ۳ شهریور ۱۳۹۵ (۱ اوت ۲۰۱۶) به دلیل عوارض سرطان ریه در کالیفرنیا درگذشت.

## آهنگسازی و تنظیم
| خواننده               | نام ترانه                  | ترانه‌سرا                 | آهنگ‌ساز     | تنظیم‌کننده      |
| --------------------- | -------------------------- | ------------------------ | ----------- | --------------- |
| اکبر گلپایگانی        | هوس میکده                  | هما میرافشار             | محمد حیدری  | محمد حیدری      |
| اکبر گلپایگانی        | اشک من                     | هما میرافشار             | محمد حیدری  | محمد حیدری      |
| اکبر گلپایگانی        | سرگذشت                     | هما میرافشار             | محمد حیدری  | محمد حیدری      |
| اکبر گلپایگانی        | قدر محبت                   | هما میرافشار             | محمد حیدری  | محمد حیدری      |
| کوروس سرهنگ‌زاده       | نامهربونی                  | تورج نگهبان              | محمد حیدری  | محمد حیدری      |
| الهه                  | نامهربونی                  | تورج نگهبان              | محمد حیدری  | محمد حیدری      |
| الهه                  | قصهٔ نگفته                  | تورج نگهبان              | محمد حیدری  | محمد حیدری      |
| الهه                  | ساقی                       | لیلا کسری                | ترکی        | محمد حیدری      |
| الهه                  | میخونه                     | هما میرافشار             | مجید وفادار | محمد حیدری      |
| الهه                  | ای کاش                     | لیلا کسری                | ترکی        | محمد حیدری      |
| هایده                 | ابر غم                     | تورج نگهبان              | محمد حیدری  | محمد حیدری      |
| هایده                 | مثل گذشته‌ها نیست           | مینا اسدی                | محمد حیدری  | محمد حیدری      |
| هایده                 | حیف                        | هما میرافشار             | محمد حیدری  | محمد حیدری      |
| هایده                 | منم آن‌که برای تو می‌میرد    | تورج نگهبان              | محمد حیدری  | محمد حیدری      |
| هایده                 | دلم می‌خواد                 | هما میرافشار             | محمد حیدری  | مجتبی میرزاده   |
| هایده                 | قلب من سنگ صبوره           | هما میرافشار             | محمد حیدری  | محمد حیدری      |
| هایده                 | نشانه                      | شیخ بهایی و بهمن فرسی    | محمد حیدری  | منوچهر چشم‌آذر   |
| هایده                 | تب عشق                     | هما میرافشار             | محمد حیدری  | مجتبی میرزاده   |
| هایده                 | سوغاتی                     | اردلان سرفراز            | محمد حیدری  | ناصر چشم‌آذر     |
| هایده                 | مهمونی بهار                | اردلان سرفراز            | محمد حیدری  | ناصر چشم‌آذر     |
| هایده                 | سکوت خواب                  | هما میرافشار             | محمد حیدری  | مجتبی میرزاده   |
| هایده                 | بهار بهار                  | محمد حیدری               | محمد حیدری  | منوچهر چشم‌آذر   |
| هایده                 | زهر جدایی                  | محمد حیدری               | محمد حیدری  | محمد حیدری      |
| هایده                 | به‌جز خدا کسی نیست          | محمد حیدری               | محمد حیدری  | محمد حیدری      |
| هایده                 | زمونه (تا به تو تکیه کردم) | محمد حیدری               | محمد حیدری  | محمد حیدری      |
| هایده                 | شب میخونه                  | لیلا کسری                | فرهنگ شریف  | محمد حیدری      |
| هایده                 | قلبم گرفت                  | لیلا کسری                | محمد حیدری  | محمد حیدری      |
| مهستی                 | نمیری الهی                 | تورج نگهبان              | محمد حیدری  | محمد حیدری      |
| مهستی                 | آشفته                      | تورج نگهبان              | محمد حیدری  | محمد حیدری      |
| مهستی                 | دل از تو دلگیره            | تورج نگهبان              | محمد حیدری  | محمد حیدری      |
| مهستی                 | نمی‌خوام                    | افشین حقیقی              | محمد حیدری  | محمد حیدری      |
| مهستی                 | دلقک                       | هما میرافشار             | محمد حیدری  | محمد حیدری      |
| مهستی                 | در کوچه‌سار شب              | هوشنگ ابتهاج             | محمد حیدری  | فریدون شهبازیان |
| مهستی                 | چراغ                       | اردلان سرفراز            | محمد حیدری  | منوچهر چشم‌آذر   |
| مهستی                 | جوانهٔ لبخند                | اردلان سرفراز            | محمد حیدری  | محمد حیدری      |
| مهستی                 | هوای یار                   | اردلان سرفراز            | محمد حیدری  | مجتبی میرزاده   |
| مهستی                 | بیا بنویسیم                | اردلان سرفراز            | محمد حیدری  | منوچهر چشم‌آذر   |
| مهستی                 | رنگ شب                     | شهین حنانه               | محمد حیدری  | محمد حیدری      |
| مهستی                 | عید من و تو                | محمد حیدری               | محمد حیدری  | محمد حیدری      |
| مهستی                 | خدا                        | محمد حیدری               | محمد حیدری  | محمد حیدری      |
| مهستی                 | تهرون                      | محمد حیدری               | محمد حیدری  | محمد حیدری      |
| مهستی                 | آشنا                       | بیژن سمندر               | محمد حیدری  | منوچهر چشم‌آذر   |
| مهستی                 | برگ گل                     | هما میرافشار             | محلی        | محمد حیدری      |
| مهستی                 | میخونه بی‌شرابه             | لیلا کسری                | محمد حیدری  | منوچهر چشم‌آذر   |
| مهستی                 | دلم                        | لیلا کسری                | محمد حیدری  | منوچهر چشم‌آذر   |
| مهستی                 | حوصلهٔ عاشقی ندارم          | هما میرافشار             | محمد حیدری  | آرمن آهارونیان  |
| مهستی                 | هزار ساله انگار تورو ندیدم | هما میرافشار             | محمد حیدری  | منوچهر چشم‌آذر   |
| حمیرا و فریدون فرخزاد | بی‌تو هیچم                  | هما میرافشار             | محمد حیدری  | ناصر چشم‌آذر     |
| حمیرا                 | مقدس                       | آذر صراف‌پور              | محمد حیدری  | محمد حیدری      |
| حمیرا                 | دیوونتم                    | هما میرافشار             | محمد حیدری  | مجتبی میرزاده   |
| حمیرا                 | گذشته                      | هما میرافشار             | محمد حیدری  | محمد حیدری      |
| حمیرا                 | پیرت بسوزه عاشقی           | هما میرافشار             | محمد حیدری  | بیژن مرتضوی     |
| حمیرا                 | خانهٔ عاشق کجاست            | عماد رام                 | عماد رام    | محمد حیدری      |
| حمیرا                 | سفر کرده                   | معینی کرمانشاهی          | علی تجویدی  | محمد حیدری      |
| حمیرا                 | منتظر به راه               | هما میرافشار             | محمد حیدری  | محمد حیدری      |
| حمیرا                 | چشم انتظاری                | هما میرافشار             | محمد حیدری  | محمد حیدری      |
| رامش                  | به‌خنده‌هام نگاه نکن         | مینا اسدی                | محمد حیدری  | محمد حیدری      |
| گیتی                  | آشتی‌پذیر                   | تورج نگهبان              | محمد حیدری  | محمد حیدری      |
| گیتی                  | سفر                        | تورج نگهبان              | محمد حیدری  | محمد حیدری      |
| نسرین                 | نوای مهربونی               | امیل                     | محمد حیدری  | محمد حیدری      |
| نسرین                 | غربت                       | امیل                     | محمد حیدری  | منوچهر چشم‌آذر   |
| لیلا فروهر            | بهار                       | هما میرافشار             | محمد حیدری  | آندرانیک        |
| شهلا سرشار            | چین زلف                    | هما میرافشار             | فرهنگ شریف  | محمد حیدری      |
| شهلا سرشار            | قسم                        | هما میرافشار             | فرهنگ شریف  | محمد حیدری      |
| شهلا سرشار            | پشیمون                     | هما میرافشار             | فرهنگ شریف  | محمد حیدری      |
| شکیلا                 | خط سوم                     | اردلان سرفراز            | محمد حیدری  | منوچهر چشم‌آذر   |
| شکیلا                 | باز آ                      | مولوی                    | محمد حیدری  | منوچهر چشم‌آذر   |
| شکیلا                 | صنما                       | تورج نگهبان              | محمد حیدری  | محمد حیدری      |
| شکیلا                 | سوغاتی                     | اردلان سرفراز            | محمد حیدری  | کاظم عالمی      |
| شکیلا                 | عزیز دیروز                 | امیل                     | محمد حیدری  | علیرضا توانگر   |
| حسن خیاط باشی         | دلِ من                      | هما میرافشار، ایرج رزمجو | محمد حیدری  | منوچهر چشم‌آذر   |
| داریوش                | دلِ من                      | هما میرافشار، ایرج رزمجو | محمد حیدری  | آندرانیک        |
| ستار                  | مارو باش                   | شهیار قنبری              | محمد حیدری  | محمد حیدری      |
| ستار                  | طلاق                       | هما میرافشار             | محمد حیدری  | بیژن مرتضوی     |
| ستار                  | مادر                       | لیلا کسری                | محمد حیدری  | بیژن مرتضوی     |
| ستار                  | چشم بادومی                 | هما میرافشار             | محمد حیدری  | کاظم عالمی      |
| ستار                  | از سفر اومده بود           | هما میرافشار             | محمد حیدری  | محمد حیدری      |
| ستار                  | یادته                      | هما میرافشار             | محمد حیدری  | محمد حیدری      |
| ستار                  | نماز عشق                   | هما میرافشار             | محمد حیدری  | منوچهر چشم‌آذر   |
| ستار                  | عجب صبری خدا دارد          | معینی کرمانشاهی          | محمد حیدری  | منوچهر چشم‌آذر   |
| معین                  | محضِ رضایِ خدا               | محمد حیدری               | محمد حیدری  | محمد حیدری      |
| معین                  | دلم گرفت                   | لیلا کسری                | محمد حیدری  | آندرانیک        |
| معین                  | بی بی گل                   | مسعود امینی              | محمد حیدری  | بیژن مرتضوی     |
| معین                  | صبحت بخیر عزیزم            | هما میرافشار             | محمد حیدری  | منوچهر چشم‌آذر   |
| معین                  | مسافر                      | هما میرافشار             | محمد حیدری  | منوچهر چشم‌آذر   |
| معین                  | از نو گل کن                | هما میرافشار             | محمد حیدری  | عارف شکوری      |
| مارتیک                | برو دیوونه                 | هما میرافشار             | محمد حیدری  | منوچهر چشم‌آذر   |
| مارتیک                | دل ما رفته مهمانی          | مسعود فردمنش             | محمد حیدری  | منوچهر چشم‌آذر   |
| مارتیک                | فایده نداره                | هما میرافشار             | محمد حیدری  | کارلوس رودگارمن |
| مرتضی                 | پرسه                       | اردلان سرفراز            | محمد حیدری  | ناصر چشم‌آذر     |
| مرتضی                 | نارفیق                     | لیلا کسری                | محمد حیدری  | آندرانیک        |
| امید                  | تکیه‌گاه                    | مسعود امینی              | محمد حیدری  | منوچهر چشم‌آذر   |
| امید                  | قلندر                      | مسعود امینی              | محمد حیدری  | فرهاد مرفه      |
| امید                  | مرا به خاطر بسپار          | اردلان سرفراز            | محمد حیدری  | مومن سالار      |
| امید                  | آیه‌های بارونی              | مسعود امینی              | محمد حیدری  | محمد مقدم       |
| پویا                  | تصویر                      | هما میرافشار             | محمد حیدری  | منوچهر چشم‌آذر   |
| سروش                  | هوس باز                    | هما میرافشار             | محمد حیدری  | منوچهر چشم‌آذر   |
| سروش                  | پشیمان                     | هما میرافشار             | محمد حیدری  | منوچهر چشم‌آذر   |
| شیلا                  | نامه                       | هما میرافشار             | محمد حیدری  | آرمن آهارونیان  |
| شهرام صولتی           | بهونه                      | مسعود فردمنش             | محمد حیدری  | منوچهر چشم‌آذر   |
| مهرداد آسمانی         | پوست شب                    | مسعود امینی              | محمد حیدری  | منوچهر چشم‌آذر   |
| مهرداد آسمانی         | آنتیک                      | مسعود امینی              | محمد حیدری  | منوچهر چشم‌آذر   |
| شایان دیبا            | همزاد                      | ترانه مکرم               | محمد حیدری  | مجید رضازاده    |